# NGC 5749
NGC 5749 és un cúmul obert en la constel·lació del Llop.